# Isostenosmylus fusciceps
Isostenosmylus fusciceps is een insect uit de familie watergaasvliegen (Osmylidae), die tot de orde netvleugeligen (Neuroptera) behoort. 
Isostenosmylus fusciceps is voor het eerst wetenschappelijk beschreven door Kimmins in 1940. De soort komt voor in Peru.